# 陶伯比绍夫斯海姆祭坛画

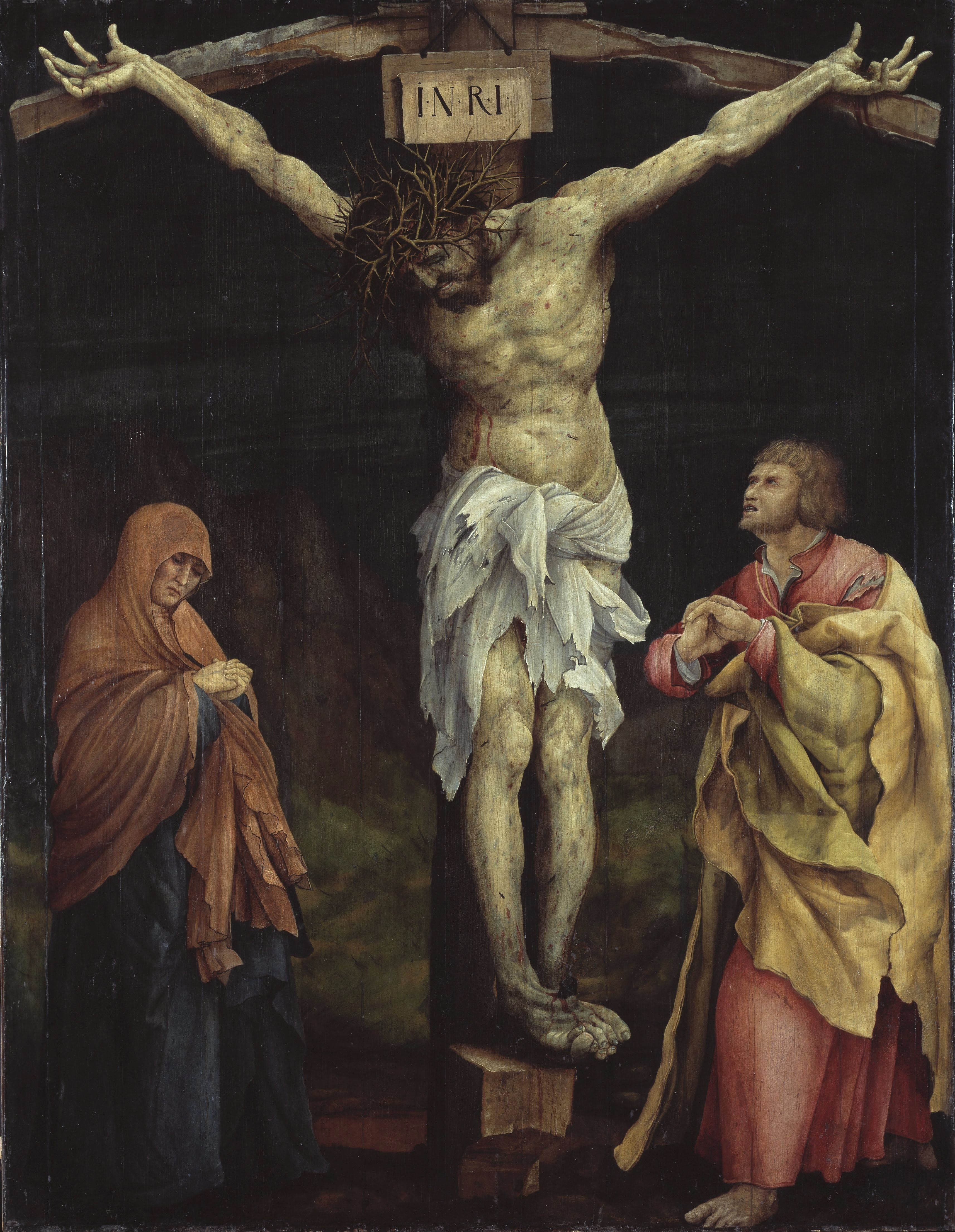

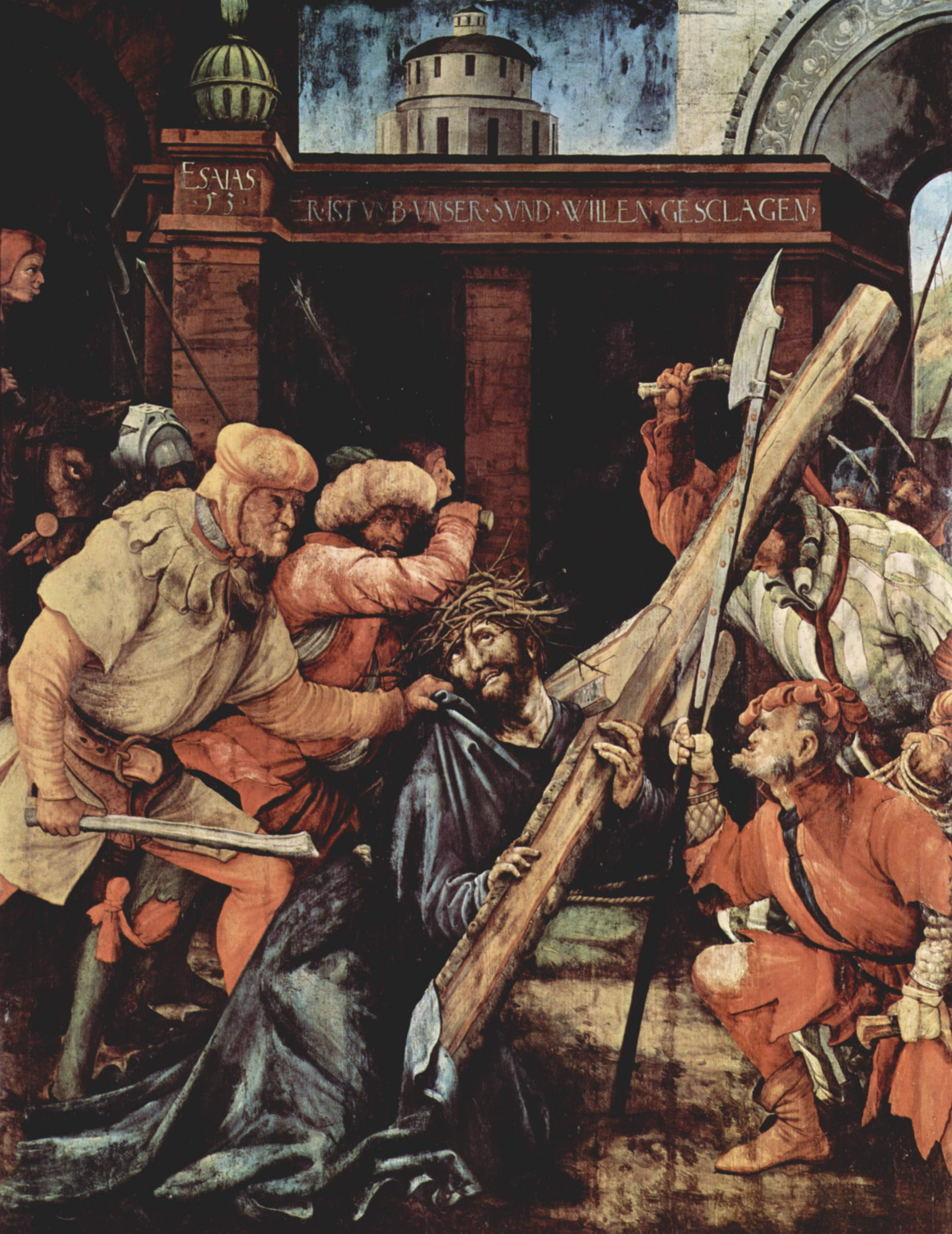

陶贝里斯霍夫斯海姆祭坛画（德语：Tauberbischofsheimer Altar）是德国文艺复兴画家 马蒂亚斯·格吕内瓦尔德 的晚期作品，大约绘制于 1523 年至 1525 年，藏于陶伯比绍夫斯海姆的圣马丁教堂内。
自 1900 年以来，画作藏于卡尔斯鲁厄国家美术馆。
若利斯·卡尔·于斯曼的小说《在那儿》（1891年，Là-bas） 中有一个著名的章节是关于受难的。 